# Sacapulteco (etnia)
Los sacapultecos son un grupo étnico de origen maya de Guatemala. Su lengua indígena es también llamada sacapulteco y está estrechamente relacionado con el idioma quiché. Los sacapultecos se encuentran en el municipio de Sacapulas, departamento de El Quiché.El Pueblo Sacapulteco se caracteriza por ser una de las regiones más emblemáticas por su riqueza cultural, por su producción de artesanías tales como: elaboración de canastos, dulces típicos, tejeduría, jícaras, entre otros.